# Lamia (mitologia grecka)

Lamia (1909), Herbert James Draper

Lamia (gr. Λάμια) – w mitologii greckiej to kobieta, córka i uczennica Hekate. Była kochanką Zeusa, co przyczyniło się do gniewu Hery, która zabiła jej dzieci a ją samą zamieniła w potwora.  
Według mitów była królową Libii i kochanką Zeusa. Gdy zazdrosna Hera zabiła dzieci Lamii i Zeusa, oszalała z bólu matka zaczęła mordować wszystkie napotkane dzieci. Jej twarz zamieniła się w okrutną maskę. Potrafiła jednak przybierać kształt pięknej kobiety po to, aby uwodzić młodych mężczyzn, zabijać ich i pożerać. Była zaliczana do menad (bachantek).

## Lamia w sztuce
- Na albumie Genesis The Lamb Lies Down on Broadway pojawia się utwór zatytułowany The Lamia.
- W filmie Wrota do piekieł staruszka rzuca klątwę na główną bohaterkę, w efekcie czego nawiedza ją lamia w postaci demona.
- Lamie występują w Fauście Goethego. Niemiecki pisarz przedstawił kilka z nich (Empuza – lamia z oślą nogą; inna zamieniła się w jaszczurkę, kolejna miała jabłko zamiast głowy).
- W serii książek L.J. Smith Świat nocy lamie to wampiry zrodzone z potomków bogini Hekate, której dzieci były wampirami. Lamie mogą mieć dzieci i się starzeć, jeśli zechcą.
- W serii książek Laurel Hamilton o Anicie Blake, w Cyrku Potępieńców występuje lamia o imieniu Melanie.
- W piosence Iron Maiden – Prodigal Son, podmiot liryczny zwraca się o ratunek do Lamii.
- Jeden z poematów Johna Keatsa nosi tytuł Lamia.
- W ósmym odcinku czwartej serii serialu Przygody Merlina ukazana jest Lamia.
- Lamia – taki tytuł nosi jedna z piosenek black-metalowego zespołu Lord Belial, na płycie Enter The Moonlight Gate.
- W książkach z serii Kroniki z Wardstone opisane są wiedźmy rodzaju Lamii (dzikie i udomowione), które są potomkami pierwszej lamii.
- W powieści Groza jej spojrzenia Tima Powersa Lamie to starożytne wampiryczne istoty. Jednym z bohaterów powieści jest John Keats, autor wspomnianego wyżej poematu.
- W polskiej komedii Juliusza Machulskiego pt.: „Seksmisja” z 1983 r. główna bohaterka nosi imię Lamia Reno[1]
- W serialu przygodowym "Łowcy Skarbów", odc. 20 pod tytułem "Possessed".